# فرانك ديلوس ولف
فرانك ديلوس ولف (بالإنجليزية: Frank Delos Wolfe) هو مهندس معماري أمريكي، ولد في 1863، وتوفي في 1926.